# حدسية هودج
تعتبر حدسية هودغ الأكثر صعوبة من حيث فهم المطلوب والأكثر تعقيدا لحلها. تتطلب الحدسية لفهمها مجالا متقدما من المعارف الرياضية. حدسية هودغ لصاحبها البريطاني (Sir Hodge)، أعلن عنها سنة 1950. وكما تمت الإشارة إليه درجة غموضها مرتفعة: فهي متعلقة بحساب التفاضل المطبق على الأشكال العامة وليس على الأعداد كانت حقيقة أو عقدية.

## الهندسة بدون أشكال
في القرن السابع عشر، قدم ديكارت طريقة لدراسة الهندسة بواسطة الجبر. مثلا يمكن التعبير عن الدائرة والمستقيم بمعادلات. وفي القرن التاسع عشر عمل الباحثون على الذهاب بعيدا، فقاموا بتعريف الكائنات الهندسية، المسماة بالمتغيرات الجبرية وذلك انطلاقا من الجبر. وبهذا ظهرت الهندسة بدون أشكال.
يمكن الذهاب أكثر من ذلك: بفضل الحساب التفاضلي، يمكن تعريف كائنات H، التي تتميز بكونها لا تقبل التشكل أي التمثيل الهندسي، وأيضا لا يمكن التعبير عنها جبريا، ورغم ذلك يتم الحصول عليها انطلاقا من كائنات أخرى تم الحصول عليها بطريقة جبرية.

## الحدسية
كل تمثيل تفاضلي توافقي لمتغيرات جبرية إسقاطية غير فردية فهي تأليفة جذرية لأصناف جبرية.
الحدسية تربط بين ثلاث مجالات وهي الطوبولوجيا والهندسة الجبرية والتحليل.